# Marcel the Shell with Shoes On (película)
Marcel the Shell with Shoes On es una película animada en stop motion de comedia y falso documental estadounidense de 2021 dirigida por Dean Fleischer Camp (en su debut como director de largometraje), quien coescribió el guion con Jenny Slate y Nick Paley. Se basa en una serie de cortos del mismo nombre escritos por Slate y Fleischer Camp. Slate repite su papel de voz como Marcel, un caparazón antropomórfico que vive con su abuela Connie. Fleischer Camp, Rosa Salazar, Thomas Mann e Isabella Rossellini también protagonizan.
La película se estrenó en el Festival de Cine de Telluride el 3 de septiembre de 2021 y tuvo un estreno limitado en los Estados Unidos el 24 de junio de 2022, antes de su estreno general el 15 de julio por A24. Fue aclamada por la crítica y recibió numerosos premios y nominaciones, incluida la 80.ª edición de los Globos de Oro, siendo nominada a la Mejor película animada y recibió una nominación de los Premios Oscar 2023 a mejor película animada

## Argumento
Tras el final de su matrimonio, el documentalista Dean se muda a un Airbnb y descubre a Marcel, un caparazón parlante de una pulgada de alto que vive en la casa con su abuela, Nanna Connie y Alan, su mascota bola de pelusa. Inspirado por la extravagancia, el ingenio y la fascinación por el mundo de Marcel, Dean comienza a filmar las actividades diarias de Marcel, la mayoría de las cuales consisten en recolectar recursos del patio trasero para mantenerse a sí mismo y a Connie, quien atiende su jardín y comienza a mostrar signos de demencia Marcel y Connie se unen por su amor mutuo por 60 Minutes y Lesley Stahl . Dean sube su primer video sobre Marcel a YouTube, donde rápidamente se convierte en un fenómeno cultural. Marcel se siente tanto halagado como abrumado con su nueva popularidad, lamentando que su familia no esté presente para celebrarlo con él.
Marcel le explica a Dean que solía haber una comunidad entera de proyectiles en la propiedad, incluidos la madre, el padre, el hermano y la tía de Marcel. Las conchas se refugiaban en un cajón de calcetines cuando los dueños anteriores de la casa, Mark y Larissa, comenzaron a tirar objetos mientras peleaban. Después de una pelea, Mark empaca accidentalmente las conchas en su maleta mientras se muda, dejando a Marcel y Connie como los únicos que quedan en la propiedad. Dean ayuda a Marcel a producir una transmisión en vivo en Internet pidiendo ayuda para localizar a su familia. La transmisión en vivo gana una cantidad sustancial de espectadores, pero después de que Marcel comparte su ubicación con los espectadores, la casa se convierte en un área popular para personas influyentes. Marcel se consterna después de darse cuenta de que la mayoría de las personas que vieron sus videos son fanáticos, desesperados por asociarse con él pero en gran medida desinteresados en ayudarlo.
La atención constante a la casa rápidamente comienza a molestar a Marcel, quien está preocupado por el deterioro de la salud de Connie. Marcel convence a Dean para que lo lleve por Los Ángeles en busca del auto de Mark, pero se siente abrumado al descubrir cuán grande y vasto es realmente el mundo fuera de su casa. Al darse cuenta de que el mundo es demasiado grande para descubrir el auto por su cuenta, Marcel, desalentado, regresa a casa y descubre que Connie se ha caído de la parte superior de una lavadora y se ha roto el caparazón. Marcel atiende sus heridas y se vuelve más protector con Connie. Dean hace que su exesposa cuide de su perro, Arthur, después de que intenta atacar a Connie.
60 Minutes contacta a Marcel con la esperanza de hacer una historia de portada. A pesar del aliento de Dean, Marcel se muestra reacio a aceptar la oferta, preocupado por lo que el gran equipo de producción y más atención a la casa le harían a la salud de Connie. Marcel le dice a Dean que no aceptará la entrevista hasta que Connie esté completamente recuperada. Dean le confía esta información a Connie, que se está deteriorando rápidamente. Deseando que Marcel viva una vida propia significativa, Connie finge mostrar signos de mejora con Marcel mientras lo anima a aceptar la entrevista. A pesar de las fuertes reservas, Marcel finalmente accede a la entrevista, creyendo que puede ayudarlo a encontrar a su familia.
La salud de Connie continúa empeorando a medida que se acerca el día de la entrevista. Connie y Marcel observan cómo el equipo de 60 Minutes se instala en la sala de estar y quedan deslumbrados al ver a Lesley Stahl en persona. Marcel y Dean participan en la entrevista. Una vez finalizado, Marcel y Dean luchan por encontrar a Connie antes de darse cuenta de que murió mientras se filmaba su segmento. Marcel entierra a Connie en su jardín y la aflige. Dean firma un contrato de arrendamiento para un nuevo apartamento.
60 Minutes llama a Dean solicitando filmaciones adicionales después de hacer nuevos descubrimientos sobre el paradero de Larissa. El segmento se transmite, mostrando que pudieron localizar a Larissa en Guatemala. Larissa luego lleva al equipo de 60 Minutes a la casa de Mark, donde ella y Mark discuten. Marcel insta a Dean y al equipo a revisar el cajón de los calcetines de Mark, donde se descubre a toda la comunidad de caparazones. Se reencuentran en el Airbnb con Marcel, quien puede darle a Connie un funeral adecuado. Dean se muda a su nuevo apartamento y comienza a salir de nuevo. Reunido con su familia, Marcel le confía a Dean que a menudo se encuentra solo yendo a la ventana de la lavandería y sintiendo el viento soplando a través de su caparazón. Marcel le muestra a Dean el sonido que produce, destacando su belleza mientras mira por la ventana.

## Reparto
- Jenny Slate como Marcel
- Rosa Salazar como Larissa
- Thomas Mann como Mark
- Isabella Rossellini como Connie
- Dean Fleischer Camp como Dean
- Lesley Stahl como Ella misma
- Conan O'Brien como Él mismo
- Brian Williams como Él mismo
- Andy Richter como Mario
- Nathan Fielder como Justin
- Jessi Klein como Judy
- Peter Bonerz como El maestro

## Producción
Chiodo Bros. Productions dirigió la animación, con Edward Chiodo como productor de animación y Kirsten Lepore como directora de animación. Stephen Chiodo fue el director supervisor de animación de la película. Bianca Cline dirigió la cinematografía de acción en vivo, mientras que Eric Adkins (Mars Attacks!, The PJs) dirigió la cinematografía de stop-motion.

## Lanzamiento
La película se estrenó en el Festival de Cine de Telluride el 3 de septiembre de 2021. También se mostró en SXSW en marzo de 2022.
En noviembre de 2021, A24 adquirió los derechos de distribución. La película tuvo un estreno limitado en los Estados Unidos el 24 de junio de 2022, antes de estrenarse en todo el país el 15 de julio.

## Recepción

### Taquilla
En los Estados Unidos y Canadá, la película recaudó $169,606 en seis salas de cine en su primer fin de semana. Luego ganó $262,022 de 22 teatros en su segundo y $322,167 de 48 teatros en su tercero. Proyectada en 153 cines el fin de semana siguiente, la película agregó otros $575,000, lo que elevó su total de cuatro semanas a $1,7 millones.

### Respuesta crítica
En el agregador de reseñas Rotten Tomatoes, el 99% de las 121 reseñas son positivas, con una calificación promedio de 8.3/10. El consenso crítico dice: "Conmovedor, profundo y absolutamente conmovedor, Marcel the Shell with Shoes On es un entretenimiento animado con un corazón real". Metacritic, que utiliza un promedio ponderado, asignó a la película una puntuación de 81 sobre 100 basada en 34 críticos, lo que indica "aclamación universal".

### Reconocimientos
El 20 de julio de 2022, Dean Fleischer Camp reveló en Twitter que incluso si la película tiene personajes animados que viven e interactúan en un mundo de acción en vivo, será elegible para ser nominada a Mejor Película Animada en la 95.ª edición de los Premios Óscar en 2023. Continuó diciendo que para que se considere, él y A24 deberán presentar documentación para demostrar que ha cumplido con los requisitos en los que "la animación debe figurar en no menos del 75% del tiempo de ejecución de la película". Además, una película de animación narrativa debe tener un número significativo de personajes animados.”
| Premio                                                      | Fecha                   | Categoría                                           | Nominados                                                     | Resultado | Ref.   |
| ----------------------------------------------------------- | ----------------------- | --------------------------------------------------- | ------------------------------------------------------------- | --------- | ------ |
| Heartland Film Festival                                     | 16 de octubre de 2022   | Premio a la película verdaderamente conmovedora     | Dean Fleischer Camp                                           | Ganadora  |        |
| Hollywood Critics Association Midseason Film Awards         | 1 de julio de 2022      | Mejor película                                      | Marcel the Shell with Shoes On                                | Nominada  | [ 15 ] |
| Hollywood Critics Association Midseason Film Awards         | 1 de julio de 2022      | Mejor película independiente                        | Marcel the Shell with Shoes On                                | Nominada  | [ 15 ] |
| Premios Saturn                                              | 25 de octubre de 2022   | Mejor película animada                              | Marcel the Shell with Shoes On                                | Ganadora  | [ 16 ] |
| Premios del Círculo de Críticos de Cine de Nueva York       | 2 de diciembre de 2022  | Mejor película animada                              | Marcel the Shell with Shoes On                                | Ganadora  | [ 17 ] |
| National Board of Review                                    | 8 de diciembre de 2022  | Mejor película animada                              | Marcel the Shell with Shoes On                                | Ganadora  | [ 18 ] |
| Premios de la Críticos de Cine de Nueva York en Línea       | 11 de diciembre de 2022 | Mejor película animada                              | Marcel the Shell with Shoes On                                | Ganadora  | [ 19 ] |
| Premios de la Asociación de Críticos de Cine de Los Ángeles | 11 de diciembre de 2022 | Mejor película de animación                         | Marcel the Shell with Shoes On                                | Finalista | [ 20 ] |
| Washington D. C. Area Film Critics Association Awards       | 12 de diciembre de 2022 | Mejor película animada                              | Marcel the Shell with Shoes On                                | Nominada  | [ 21 ] |
| Washington D. C. Area Film Critics Association Awards       | 12 de diciembre de 2022 | Mejor interpretación de voz                         | Jenny Slate                                                   | Ganadora  | [ 21 ] |
| Premios de la Asociación de Críticos de Cine de Chicago     | 14 de diciembre de 2022 | Mejor película animada                              | Marcel the Shell with Shoes On                                | Nominada  | [ 22 ] |
| Utah Film Critics Association                               | 17 de diciembre de 2022 | Mejor película animada                              | Marcel the Shell with Shoes On                                | Ganadora  | [ 23 ] |
| Utah Film Critics Association                               | 17 de diciembre de 2022 | Mejor guion adaptado                                | Dean Fleischer Camp, Jenny Slate, Nick Paley y Elisabeth Holm | Ganadores | [ 23 ] |
| Premios de la Asociación de Críticos de Cine de San Luis    | 18 de diciembre de 2022 | Mejor película animada                              | Marcel the Shell with Shoes On                                | Ganadora  | [ 24 ] |
| Premios de la Asociación de Críticos de Cine de San Luis    | 18 de diciembre de 2022 | Mejor escena                                        | "Marcel on 60 Minutes"                                        | Nominada  | [ 24 ] |
| Asociación de Críticos de Cine de Dallas-Fort Worth         | 19 de diciembre de 2022 | Mejor película animada                              | Marcel the Shell with Shoes On                                | Finalista | [ 25 ] |
| Indiana Film Journalists Association Film Awards            | 19 de diciembre de 2022 | Mejor película                                      | Marcel the Shell with Shoes On                                | Finalista | [ 26 ] |
| Indiana Film Journalists Association Film Awards            | 19 de diciembre de 2022 | Mejor película animada                              | Marcel the Shell with Shoes On                                | Ganadora  | [ 26 ] |
| Indiana Film Journalists Association Film Awards            | 19 de diciembre de 2022 | Mejor guion adaptado                                | Dean Fleischer Camp, Jenny Slate, Nick Paley y Elisabeth Holm | Nominada  | [ 26 ] |
| Indiana Film Journalists Association Film Awards            | 19 de diciembre de 2022 | Mejor director                                      | Dean Fleischer Camp                                           | Nominada  | [ 26 ] |
| Indiana Film Journalists Association Film Awards            | 19 de diciembre de 2022 | Mejor interpretación de voz/captura de movimiento   | Jenny Slate                                                   | Ganadora  | [ 26 ] |
| Indiana Film Journalists Association Film Awards            | 19 de diciembre de 2022 | Mejor interpretación de voz/captura de movimiento   | Isabella Rossellini                                           | Finalista | [ 26 ] |
| Indiana Film Journalists Association Film Awards            | 19 de diciembre de 2022 | Mejor banda sonora                                  | Disasterpeace                                                 | Nominada  | [ 26 ] |
| Indiana Film Journalists Association Film Awards            | 19 de diciembre de 2022 | Visión original                                     | Marcel the Shell with Shoes On                                | Finalista | [ 26 ] |
| Phoenix Film Critics Society                                | 19 de diciembre de 2022 | Mejor película animada                              | Marcel the Shell with Shoes On                                | Ganadora  | [ 27 ] |
| Phoenix Film Critics Society                                | 19 de diciembre de 2022 | Top 10 de PFCS 2022                                 | Marcel the Shell with Shoes On                                | Ganadora  | [ 27 ] |
| Phoenix Film Critics Society                                | 19 de diciembre de 2022 | Película infravalorada del año                      | Marcel the Shell with Shoes On                                | Ganadora  | [ 27 ] |
| Florida Film Critics Circle                                 | 22 de diciembre de 2022 | Mejor película animada                              | Marcel the Shell with Shoes On                                | Nominada  | [ 28 ] |
| Alianza de Mujeres Periodistas de Cine                      | 5 de enero de 2023      | Mejor película animada                              | Marcel the Shell with Shoes On                                | Nominada  | [ 29 ] |
| Alianza de Mujeres Periodistas de Cine                      | 5 de enero de 2023      | Mejor personaje femenino animado                    | "Connie" (Isabella Rossellini)                                | Ganadora  | [ 29 ] |
| San Diego Film Critics Society                              | 6 de enero de 2023      | Mejor película animada                              | Marcel the Shell with Shoes On                                | Finalista | [ 30 ] |
| Asociación de Críticos de Cine de Austin                    | 10 de enero de 2023     | Mejor película animada                              | Marcel the Shell with Shoes On                                | Ganadora  | [ 31 ] |
| Asociación de Críticos de Cine de Austin                    | 10 de enero de 2023     | Mejor película debut                                | Dean Fleischer Camp                                           | Nominado  | [ 31 ] |
| Asociación de Críticos de Cine de Austin                    | 10 de enero de 2023     | Mejor interpretación de voz/animada/digital         | Jenny Slate                                                   | Ganadora  | [ 31 ] |
| Cinema Eye Honors                                           | 13 de enero de 2023     | Premio Heterodox                                    | Marcel the Shell with Shoes On                                | Pendiente | [ 32 ] |
| Satellite Awards                                            | 11 de febrero de 2023   | Mejor película o corto animado                      | Marcel the Shell with Shoes On                                | Pendiente | [ 33 ] |
| Premios Globo de Oro                                        | 10 de enero de 2023     | Mejor película animada                              | Marcel the Shell with Shoes On                                | Nominada  | [ 34 ] |
| Premios de la Crítica Cinematográfica                       | 15 de enero de 2023     | Mejor película de animación                         | Marcel the Shell with Shoes On                                | Pendiente | [ 35 ] |
| Premios de la Asociación de Críticos de Hollywood           | 24 de febrero de 2023   | Mejor película animada                              | Marcel the Shell with Shoes On                                | Pendiente | [ 36 ] |
| Premios de la Asociación de Críticos de Hollywood           | 24 de febrero de 2023   | Mejor película independiente                        | Marcel the Shell with Shoes On                                | Pendiente | [ 36 ] |
| Premios de la Asociación de Críticos de Hollywood           | 24 de febrero de 2023   | Mejor interpretación de voz o captura de movimiento | Jenny Slate                                                   | Pendiente | [ 36 ] |
| Premios Independent Spirit                                  | 4 de marzo de 2023      | Mejor edición                                       | Dean Fleischer-Camp y Nick Paley                              | Pendiente | [ 37 ] |